# Fritter Glacier
Fritter Glacier är en glaciär i Antarktis. Den ligger i Östantarktis. Nya Zeeland gör anspråk på området. Fritter Glacier ligger 674 meter över havet.
Terrängen runt Fritter Glacier är varierad.  Trakten är obefolkad. Det finns inga samhällen i närheten. 